# Дейнека Олексій Петрович
Олексій Петрович Дейнека (8 червня 2001, м. Ковель, Волинська область — 27 лютого 2022, біля м. Токмак, Запорізька область) — український військовослужбовець, солдат Національної гвардії України, учасник російсько-української війни. Кавалер ордена «За мужність» III ступеня (2022, посмертно).

## Життєпис
Олексій Дейнека народився 8 червня 2001 року в місті Ковелі на Волинщині.
Навчався у Ковельській загальноосвітній школі № 12 та училищі. Отримавши водійське посвідчення почав працювати на шиномонтажі.
Загинув 27 лютого 2022 року під час виконання бойового завдання біля м. Токмак Запорізької области.
Похований 17 березня 2022 року в родинному місті на Алеї Героїв місцевого кладовища.
Залишилися батьки та бабуся.

## Нагороди
- орденом «За мужність» III ступеня (28 лютого 2022, посмертно) — за особисту мужність і самовіддані дії, виявлені у захисті державного суверенітету та територіальної цілісності України, вірність військовій присязі[4].